# Ammocrypta beanii
Espèce
Statut de conservation UICN

 LC  : Préoccupation mineure
Ammocrypta beanii est une espèce de poissons du genre Ammocrypta et de la famille des Percidae. Elle est originaire du centre et du sud-est des États-Unis.

## Nomenclature et systématique
Elle a été décrite scientifiquement pour la première fois par le naturaliste américain David Starr Jordan en 1877. Son nom spécifique est un hommage à Tarleton Hoffman Bean, ichtyologiste américain.